# Anaïs Robin
Pour les articles homonymes, voir Robin.
Anaïs Robin est une chanteuse française née le 11 décembre 2002 à Villeneuve-d'Ascq et décédée le 23 mars 2024 à Baisieux.

## Biographie

### Enfance et formation
Elle est originaire de Cysoing.

### Carrière
En juin 2023, elle commence sa carrière lors du "Lens Summer Live". La même année, elle sort le titre Un autre, avec l'artiste LVZ.
Elle travaille avec le label label Gabs & Jo.
En 2024, elle a 464 000 abonnés sur TikTok et 1,7 million de vues sur YouTube. 

### Décès
Elle meurt le 23 mars 2024 dans un accident de la circulation à Baisieux,,. Des analyses toxicologiques sont demandées par le parquet de Lille.